# Irvin Cardona
Irvin Cardona (Nîmes, 8 augustus 1997) is een Frans voetballer die bij voorkeur als aanvaller speelt. Hij stroomde in 2017 door vanuit de jeugd van AS Monaco. Sinds juli 2017 wordt hij verhuurd aan Cercle Brugge

## Clubcarrière
Cardona speelde in de jeugd bij US Le Pontet en AS Monaco. Op 11 februari 2017 maakte hij zijn opwachting in de Ligue 1 in de thuiswedstrijd tegen FC Metz. Hij viel na 81 minuten in voor Radamel Falcao, die tweemaal scoorde. Op 5 maart 2017 speelde de aanvaller zijn tweede competitiewedstrijd tegen FC Nantes. Tijdens zijn periode bij Cercle Brugge groeide Cardona uit tot een publiekslieveling. Hij scoorde meermaals in het begin van seizoen. Na een lange blessure keerde hij opnieuw terug in de basis waardoor mede dankzij hem de tweede periodetitel veroverd werd. Tijdens de beslissende tweede finalewedstrijd tegen KFCO Beerschot Wilrijk scoorde hij in de allerlaatste minuut een penaltygoal die Cercle na drie jaar in 1B opnieuw deed promoveren.

## Clubstatistieken
| Seizoen | Club            | Competitie      | Competitie | Competitie | Beker | Beker | Internationaal | Internationaal | Totaal | Totaal |
| Seizoen | Club            | Competitie      | Wed.       | Dlp.       | Wed.  | Dlp.  | Wed.           | Dlp.           | Wed.   | Dlp.   |
| ------- | --------------- | --------------- | ---------- | ---------- | ----- | ----- | -------------- | -------------- | ------ | ------ |
| 2016/17 | AS Monaco       | Ligue 1         | 3          | 0          | 4     | 0     | 0              | 0              | 7      | 0      |
| 2017/18 | → Cercle Brugge | Eerste klasse A | 17         | 7          | 1     | 1     | —              | —              | 18     | 8      |
| 2018/19 | → Cercle Brugge | Eerste klasse A | 20         | 6          | 0     | 0     | —              | —              | 20     | 6      |
| 2019/20 | Stade Brestois  | Ligue 1         | 0          | 0          | 0     | 0     | 0              | 0              | 0      | 0      |
| Totaal  | Totaal          | Totaal          | 40         | 13         | 5     | 1     | 0              | 0              | 45     | 14     |